# 샌프란시스코 주립 대학교

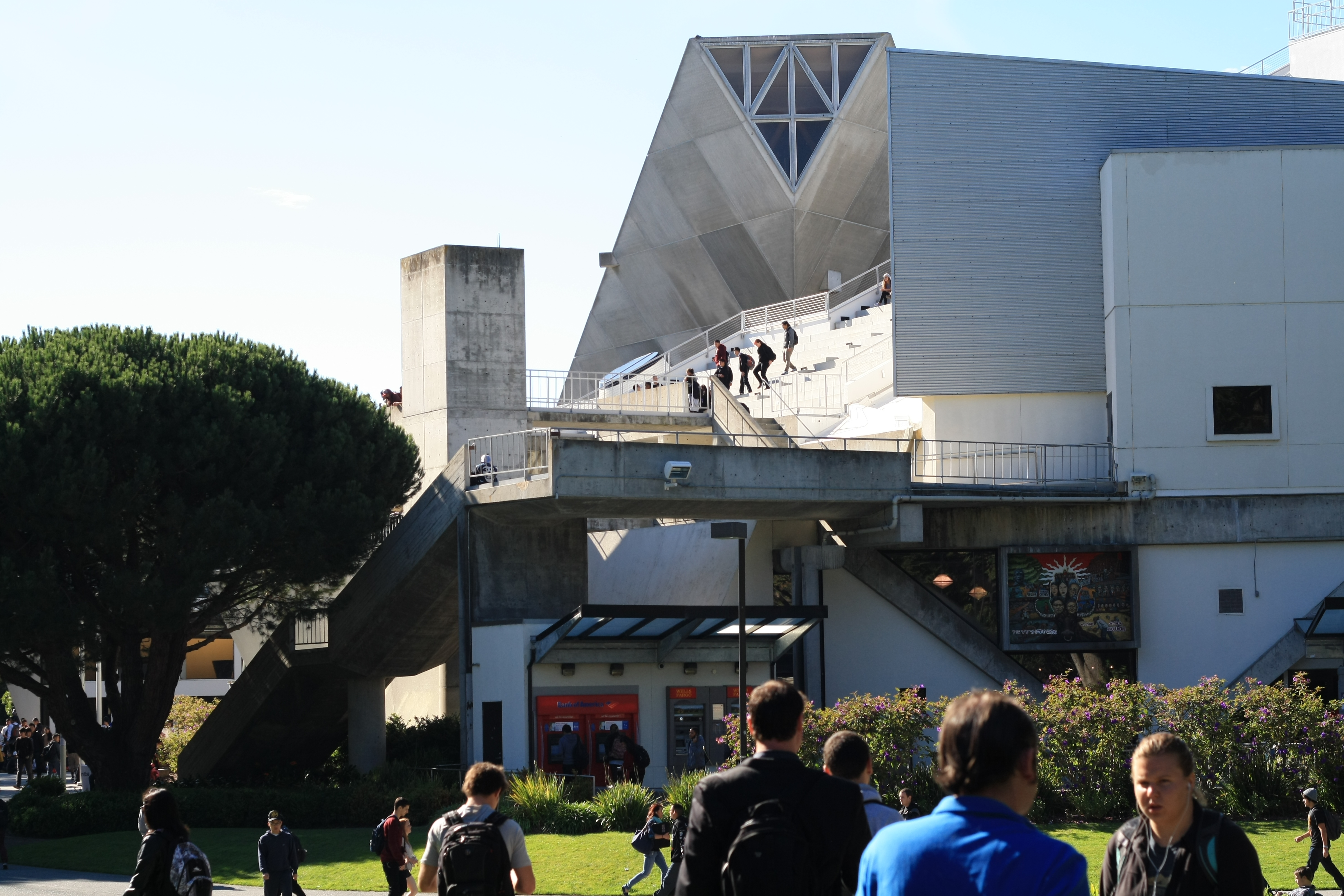
SFSU Campus CesarChavez Nov2012

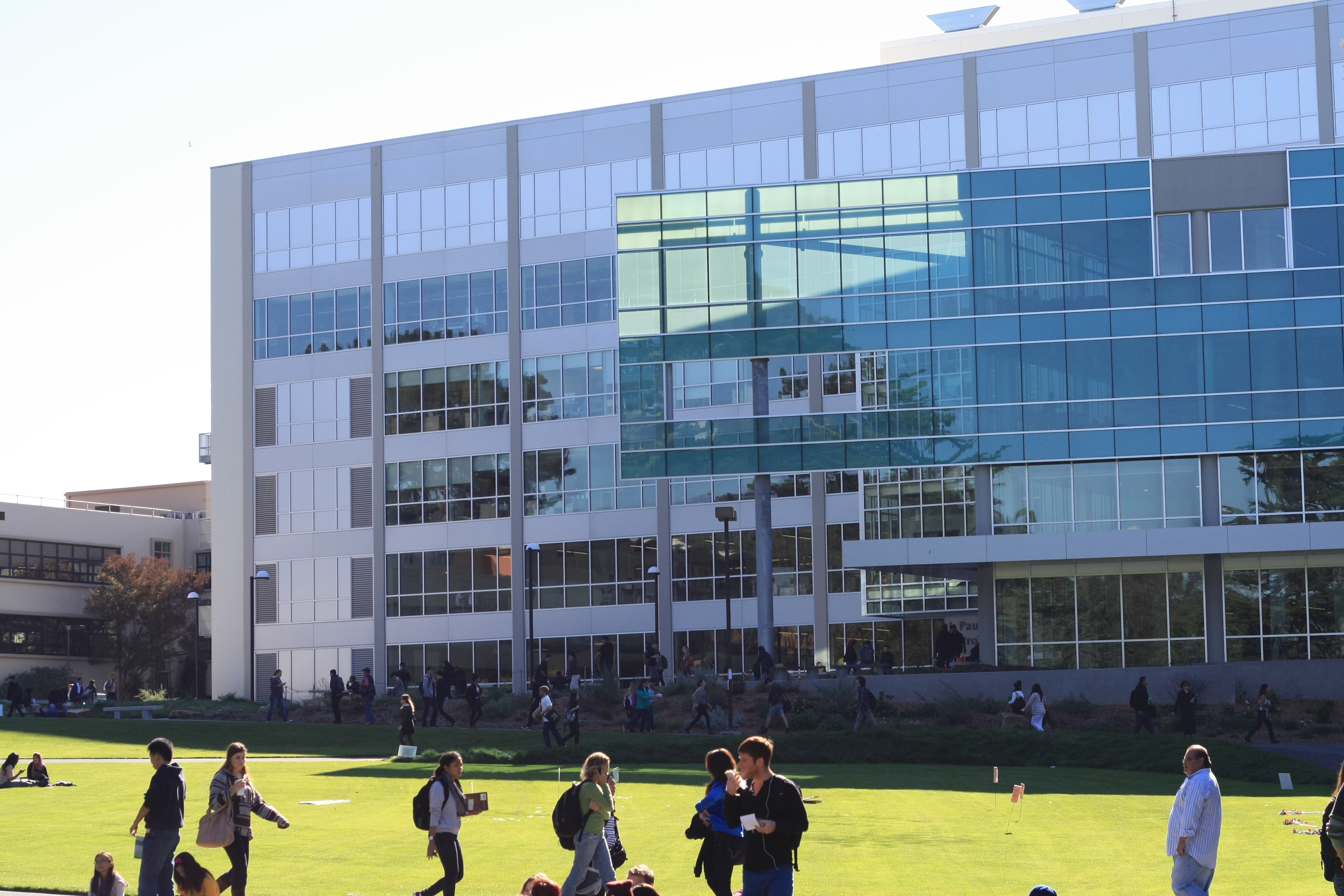
SFSU Campus OverView JPL Library Nov2012

샌프란시스코 주립 대학교(San Francisco State University)는 캘리포니아주 샌프란시스코에 위치한 공립 종합 대학교로, San Francisco State, SF State, 혹은 SFSU 라고 불리기도 한다. 1899년에 설립되었으며, 23개의 캠퍼스를 가진 캘리포니아 주립 대학교 시스템에 속해있다. 샌프란시스코 주립대는 118개 분야의 학사 학위, 94 개 분야에서 석사 학위, 그리고 5개 분야에서 박사 학위를 수여한다.

## 역사
- 1899: San Francisco State Normal School이라는 이름으로 설립
- 1906: 1906년에 있었던 지진과 화재로 인해 학교가 샌프란시스코 노브힐(Nob Hill) 지역에서 뷰캐넌과 헤이트스트리트(Haight Streets) 부근의 새로운 지역으로 이전
- 1921: San Francisco State Teachers College 로 교명 바뀜
- 1935: San Francisco State College 로 교명 바뀜
- 1954: Merced 강 근처에 현재의 캠퍼스 신축
- 1972: California State University, San Francisco 로 변경
- 1974: San Francisco State University 로 교명 바뀜
- 1993: 샌프란시스코 다운타운 캠퍼스 신축
- 1999: 설립 100주년 기념
- 2007: 샌프란시스코 다운타운에 새로운 캠퍼스 추가 신축

## 평가
비즈니스인사이더(businessinsider)에 따르면, 샌프란시스코 주립대학교는 실리콘밸리에 취업률이 가장 높은 TOP20 대학들 중 Stanford University(4위), UCLA(10위), Carnegie Mellon University(12위), Cornell University(20위)를 제치고 3위를 2015년에 차지하였다. 컴퓨터 공학 과정을 포함한 공학 대학은 2012년 세계 최고 공학대학 TOP50에 포함되었으며, 베스트엔지니어링스쿨에 따르면 컴퓨터 공학 과정은 미국 내 상위 10%의 학생들이 진학하는 것으로 알려져있다. 페이스케일(payscale)에 따르면, SFSU의 컴퓨터 공학 과정 졸업 후 평균 연봉은 $120,000를 상회하며 이는 미국 전체 대학 중 14위를 기록하였다. Top Employers는 Apple, Cisco Systems, Oracle로 알려져있다.
미국 뉴스 & 월드 리포트에 따르면, 샌프란시스코 주립대는 지명도와 명성 부문에 있어서는 서부에 위치한 석사학위 수여 대학들 중 1위를 2000년에 차지하였고, 인종과 문화 다양성 부문에서는 10위를 차지하였다.
4Icu에 따르면, 샌프란시스코 주립대는 캘리포니아 주립대(CSU)에 속한 대학들중 3위를 차지하였고, 미국 뉴스 & 월드 리포트에 따르면, 샌프란시스코 주립 대학은 또한 편입생이 가장 많은 대학으로 미국 전체에서 8위를 차지하였다.
샌프란시스코에 위치한 대학인 UCSF와 공동으로 진행되는 샌프란시스코 주립 대학의 물리치료 석사 학위 과정은 미국 전체 상위 20위 프로그램으로 꾸준히 뽑히고 있으며, UCSF의 Clinical Medicine and Pharmacy과정은 2014년 Harvard University에 이어 세계 2위를 차지하였다.
Philosophical Gourmet Report는 샌프란시스코 주립대를 철학 최종 석사학위를 수여하는 미국내 상위 10개 대학중 하나로 선정했으며. 사회사업, 재활 상담 대학원 과정은 미국 전체에서 각각 38위와 66위를 차지했다.
SFSU는 졸업생이 캘리포니아 변호사 시험 합격률이 가장 높은 대학들 중 18위를 차지했으며, 엔터테인먼트 위클리 (Entertainment Weekly)는 2000년에 SFSU 의 Liberal & Creative Arts 단과대에 속한 영화학과를 많은 영화인을 배출한 미국내 최고의 영화 학교중 하나로 선정했다. SFSU의 영화학과 졸업생들은 타이타닉, 쉰들러 리스트, 터미네이터, 반지의 제왕 등의 영화 제작에 참여하였다.

## 구성
약 3만명의 학부생과 대학원생이 샌프란시스코 주립대에 등록해 있으며, 샌프란시스코 주립 대학교는 6개의 단과대학으로 구성되어 있다.
- Liberal & Creative Arts
- Business
- Education
- Ethnic Studies
- Health and Social Sciences
- Science and Engineering

샌프란시스코 주립대는 118개 분야의 학사 학위, 94 개 분야에서 석사학위, 그리고 5개 분야에서 박사학위를 수여한다. 특수교육 박사 전공은 캘리포니아 버클리 대학  (University of California, Berkeley)과 공동으로 제공되며, 두개의 물리치료 박사 전공은 캘리포니아 샌프란시스코 대학 (University of California, San Francisco)과 공동으로 진행한다.

## 유명한 동문
샌프란시스코 주립 대학교는 예술, 경영, 언론, 미디어, 문학, 음악, 정치 등 다양한 분야에 졸업생을 배출하였다.
잘 알려진 동문으로는아프리카계 미국인 최초의 샌프란시스코 시장인 윌리 브라운, NASA의 우주비행사 이본 캐글(Yvonne Cagle), 전 오클랜드의 시장 론 델럼스, 아이다호주 상원의원 Nicole LeFavour, 캘리포니아주 상원의원 릴런드 이  등 다수의 정치인, 장관 등이 포함되어 있다.
그외에 Foodista.com CEO 바너비 도프먼, E-Loan 와 Ripple Labs의 창업자 크리스 라슨, San Francisco Surf Company의 Owner Cyrus Saatsaz,  Spectrum HoloByte, Inc., In-Q-Tel의 전 CEO이자 Federation of American Scientists 회장 Gilman Louie, SETI@home의 공동창업자 Dan Werthimer, microprocessor의 공동발명가 Stanley Mazor 등 다수의 재계인사들도 SFSU의 동문이다.
또한 화가 Lenore Chinn, 행위 예술가 Fred Rinne, 예술가 Opal Palmer Adisa, 워싱턴 포스트와 NPR의 저널리스트 에이미 L. 알렉산더, 롤링 스톤의 작가겸 편집자 Ben Fong Torres, 퓰리처상 수상 저널리스트 호세 안토니오 바르가스 등이 있다.
그외 미디어와 문학 분야의 잘 알려진 동문으로는 영화 아메리칸 뷰티의 배우 아네트 베닝, 슈렉의 목소리 배우 월트 돈, 영화 쉰들러 리스트로 아카데미상을 받은 작가 스티븐 제일리언, sound editor로서 아카데미상을 받은 숀 머피, Ethan Van der Ryn, 텔레비전 시리즈 글리의 배우 해리 셤 주니어, 영화 업의 프로듀서 조나스 리베라, 영화 배우 대니 글러버, 소설 뱀파이어와의 인터뷰의 작가 앤 라이스, 작가 제임스 브라운, 케이트 스몰, 에미상을 수상한 피터 케이시 등이 있으며, 영화 진주만, 타이타닉, 킹콩, 반지의 제왕 등의 효과음향 편집과 동시녹음으로 아카데미상을 수상한 크리스토퍼 보이스도 샌프란시스코 주립 대학교의 동문이다.
샌프란시스코 베이 에어리어의 뉴스 앵커인 Ken Bastida 와 프랭크 서머빌, 시트콤 프레이저의 프로듀서 Peter Casey 역시 잘 알려진 동문이다.